# انتقال أفقي
الانتقال الأفقي (بالإنجليزية: Horizontal transmission or Horizontal disease transmission)‏ هو انتقال العامل الممرض مثل البكتيريا والفطر والفيروسات المعدية بين أفراد من نفس النوع ليست بينها علاقة أبوة أو بنوة.

## وصلات خارجية
- www.online-medical-dictionary.org: الانتقال الأفقي للأمراض
- www.vet.uga.edu: طرق انتقال العدوى